# DeAndre Hopkins
DeAndre Hopkins (* 6. Juni 1992 in Central, South Carolina) ist ein US-amerikanischer American-Football-Spieler auf der Position des Wide Receivers. Er spielte College Football für die Clemson University. 2013 wurde er im NFL Draft in der ersten Runde von den Houston Texans ausgewählt und war bis 2019 für sie in der National Football League (NFL) aktiv. Von 2020 bis 2022 spielte er für die Arizona Cardinals, von 2023 bis 2024 für die Tennessee Titans und 2024 auch für die Kansas City Chiefs. Seit 2025 steht Hopkins bei den Baltimore Ravens unter Vertrag.

## Frühe Jahre
Hopkins ging in der Kleinstadt Central in South Carolina an die D. W. Daniel High School und blieb seinem Heimatstaat auch am College verbunden. Er spielte von 2010 bis 2012 an der Clemson University, in der Nähe von Greenville, College Football für die Clemson Tigers. Hopkins, Quarterback Tajh Boyd und WR Sammy Watkins bildeten zusammen eine der besten Offensiven im College Football und brachen mehrere Rekorde. Nach seiner Junior-Saison verließ Hopkins Clemson für die NFL, als Rekordhalter in gefangenen Yards (3.020) und gefangenen Touchdowns (27), und verzichtete somit auf ein weiteres mögliches Jahr am College.

## NFL

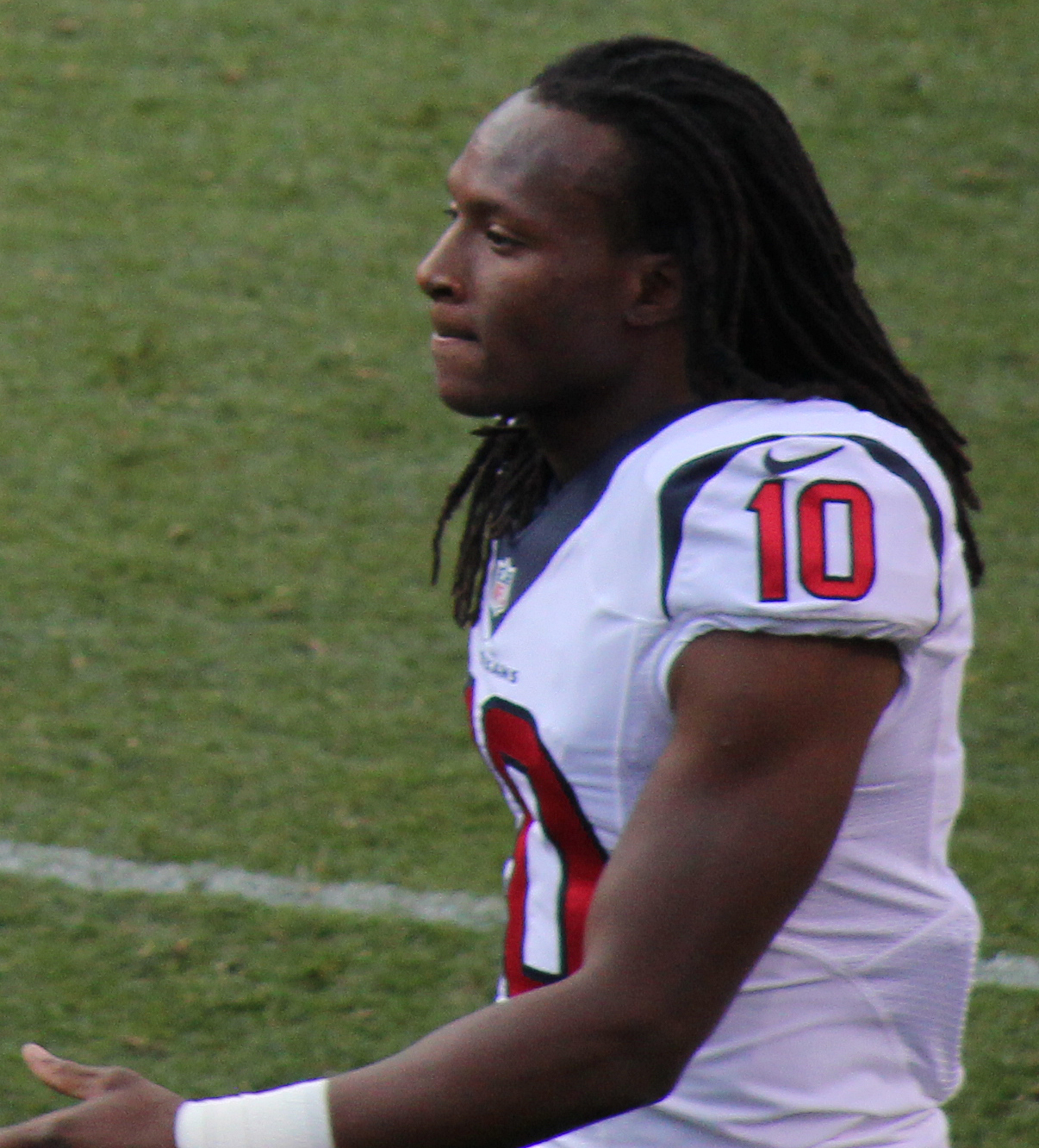
Hopkins bei den Texans (2014)

Er wurde im NFL Draft 2013 in der ersten Runde als 27. Spieler von den Houston Texans ausgewählt, die einen zweiten guten Receiver an der Seite von Andre Johnson suchten. Sein Gehalt betrug 7,6 Millionen US-Dollar für vier Jahre. In seiner Rookie-Saison fing er Pässe für 802 Yards und zwei Touchdowns. In seiner zweiten Spielzeit gelang es ihm, durch Passfänge mehr als 1.000 Yards Raumgewinn zu erzielen (1.210). Johnson wechselte vor der Saison 2015 zu den Indianapolis Colts, was Hopkins zum wichtigsten WR der Texans machte.
Die Saison 2015 wurde die bis dahin erfolgreichste für Hopkins. Zum 31:20-Erfolg über die Jacksonville Jaguars in Woche 6 steuerte er 10 Passfänge für 148 Yards sowie zwei Touchdowns bei und wurde anschließend zum AFC Offensive Player of the Week gewählt. Gleichzeitig wurde er damit der erste Spieler in der Geschichte der NFL, dem in drei aufeinander folgenden Spielen mindestens 9 Passfänge und 145 Yards Raumgewinn gelangen, zudem war dies das vierte Spiel in Folge mit mehr als 100 Yards Raumgewinn, was die Einstellung des Texans-Franchise-Rekords bedeutete. Einen weiteren Franchise-Rekord brach Hopkins in Woche 12 gegen die Buffalo Bills, als ihm sein 10. Saison-Touchdown gelang. Am Ende dieser Saison standen 111 Passfänge, 1.521 Yards Raumgewinn und 11 Touchdowns zu Buche, und das mit vier verschiedenen Quarterbacks (Brian Hoyer, Ryan Mallett, T. J. Yates und Brandon Weeden).
Trotz einer schwächeren Saison 2016 – seiner bislang schwächsten überhaupt –, in der Hopkins unter den wenig konstanten Leistungen von Quarterback Brock Osweiler nicht so recht zur Entfaltung kam, unterzeichnete er am 31. August 2017 einen neuen Fünfjahresvertrag über 81 Millionen US-Dollar, davon 49 Millionen garantiert mit einem Unterschriften-Bonus von 7,5 Millionen Dollar. Die hohe Garantiesumme übertraf selbst die seiner prominenten Wide-Receiver-Kollegen Julio Jones und Demaryius Thomas. Unter dem neuen Quarterback Deshaun Watson, der wie Hopkins College Football für die Clemson Tigers gespielt hatte, fand Hopkins zu alter Leistungsstärke zurück. Eine besonders herausragende Leistung zeigte er in Woche 8 gegen die Seattle Seahawks, wo er mit 224 Receiving Yards und einem spektakulären 72-Yard-Touchdownlauf glänzte. Dennoch konnte auch er die 38:41-Niederlage seines Teams nicht verhindern. Am Ende der Saison standen 13 Touchdowns durch Passfänge zu Buche, was ebenso Ligabestwert bedeutete wie die erzielten 78 Punkte. Er wurde ebenso für den Pro Bowl nominiert wie für das First Team All-Pro; auf der alljährlich von den Spielern gewählten Liste der NFL Top 100 Players kam er auf Platz 13.
Die Saison 2018 verlief ähnlich erfolgreich für Hopkins, den der renommierte Bleacher Report als „meist unterschätzten Wide-Receiver-Superstar der NFL“ bezeichnete. Hopkins stellte mit 115 Passfängen den Saison-Franchiserekord von Andre Johnson ein, im Unterschied zum Letztgenannten gelang ihm dies, ohne auch nur einen einzigen Ball fallen zu lassen – NFL-Rekord, seitdem diese Statistik erfasst wird (2006). Die 1.572 Yards Raumgewinn am Saisonende bedeuteten Karrierebestwert. Auch nach dieser Saison wurden seine Leistungen nicht nur mit der dritten Pro-Bowl-Nominierung in Folge, sondern wiederum mit einer Wahl in das First-Team All Pro gewürdigt. Hier erhielt er mit 46 Stimmen die meisten aller Offensivspieler.
Im Rahmen eines Trades schickten die Texans Hopkins zusammen mit einem Viertrundenpick 2020 zu den Arizona Cardinals, die im Gegenzug Runningback David Johnson, einen Zweitrundenpick und einen Viertrundenpick 2021 an die Texaner abgaben. Nach dem Trade unterschrieb Hopkins für 54,5 Millionen Dollar eine Vertragsverlängerung um zwei Jahre in Arizona. Beim Spiel gegen die Buffalo Bills am 10. Spieltag erzielte er nach einer Hail Mary von Kyler Murray gegen dreifache Deckung durch Verteidiger den spielentscheidenden Touchdown zum Sieg für die Cardinals. In seiner ersten Saison in Arizona fing Hopkins 115 Pässe für 1407 Yards. 2022 wurde Hopkins wegen Dopings für sechs Spiele gesperrt.
Am 26. Mai 2023 wurde Hopkins von den Cardinals entlassen. Daraufhin unterschrieb er am 24. Juli 2023 einen Zweijahresvertrag im Wert von 26 Millionen US-Dollar, mit Bonuszahlungen bis zu 32 Millionen US-Dollar, bei den Tennessee Titans.
Am 24. Oktober 2024 gaben die Titans Hopkins im Austausch gegen einen Fünftrundenpick an die Kansas City Chiefs ab. Er fing in 10 Regular-Season-Spielen für die Chiefs 41 Pässe für 437 Yards und vier Touchdowns. Hopkins erreichte mit Kansas City den Super Bowl LIX, den sie gegen die Philadelphia Eagles verloren. Im März 2025 nahmen die Baltimore Ravens Hopkins unter Vertrag.

### NFL-Statistik

#### Regular season
| Saison                                         | Team   | Spiele | Spiele | Receiving | Receiving | Receiving | Receiving | Receiving | Rushing | Rushing | Rushing | Rushing | Rushing | Fumbles | Fumbles |
| Saison                                         | Team   | GP     | GS     | Rec       | Yds       | Avg       | Lng       | TD        | Att     | Yds     | Avg     | Lng     | TD      | Fum     | Lost    |
| ---------------------------------------------- | ------ | ------ | ------ | --------- | --------- | --------- | --------- | --------- | ------- | ------- | ------- | ------- | ------- | ------- | ------- |
| 2013                                           | HOU    | 16     | 16     | 52        | 802       | 15,4      | 66        | 2         | 0       | 0       | 0       | 0       | 0       | 1       | 1       |
| 2014                                           | HOU    | 16     | 16     | 76        | 1.210     | 15,9      | 76T       | 6         | 0       | 0       | 0       | 0       | 0       | 2       | 1       |
| 2015                                           | HOU    | 16     | 16     | 111       | 1.521     | 13,7      | 61T       | 11        | 0       | 0       | 0       | 0       | 0       | 1       | 0       |
| 2016                                           | HOU    | 16     | 16     | 78        | 954       | 12,2      | 51        | 4         | 0       | 0       | 0       | 0       | 0       | 0       | 0       |
| 2017                                           | HOU    | 15     | 15     | 96        | 1.378     | 14,4      | 72T       | 13        | 0       | 0       | 0       | 0       | 0       | 1       | 1       |
| 2018                                           | HOU    | 16     | 16     | 115       | 1.572     | 13,7      | 49T       | 11        | 1       | −7      | −7,0    | −7      | 0       | 2       | 2       |
| 2019                                           | HOU    | 15     | 15     | 104       | 1.165     | 11,2      | 43T       | 7         | 2       | 18      | 9,0     | 12      | 0       | 0       | 0       |
| 2020                                           | ARI    | 16     | 16     | 115       | 1.407     | 12,2      | 60        | 6         | 1       | 1       | 1,0     | 1       | 1       | 3       | 2       |
| 2021                                           | ARI    | 10     | 10     | 42        | 572       | 13,6      | 55        | 8         | 0       | 0       | 0       | 0       | 0       | 0       | 0       |
| 2022                                           | ARI    | 9      | 9      | 64        | 717       | 11,2      | 33        | 3         | 0       | 0       | 0       | 0       | 0       | 0       | 0       |
| 2023                                           | TEN    | 17     | 16     | 75        | 1057      | 14,1      | 61        | 7         | 2       | 9       | 4,5     | 5       | 0       | 0       | 0       |
| 2024                                           | TEN    | 6      | 3      | 15        | 173       | 11,5      | 23        | 1         | 0       | 0       | 0       | 0       | 0       | 0       | 0       |
| 2024                                           | KAN    | 10     | 5      | 41        | 437       | 10,7      | 35        | 4         | 0       | 0       | 0       | 0       | 0       | 0       | 0       |
| Gesamt                                         | Gesamt | 178    | 169    | 984       | 12.965    | 13,2      | 76        | 83        | 6       | 21      | 3,5     | 12      | 0       | 10      | 7       |
| Quelle: NFL.com und pro-football-reference.com |        |        |        |           |           |           |           |           |         |         |         |         |         |         |         |

#### Postseason
| Saison                             | Team   | Spiele | Spiele | Receiving | Receiving | Receiving | Receiving | Receiving | Rushing | Rushing | Rushing | Rushing | Rushing | Fumbles | Fumbles |
| Saison                             | Team   | GP     | GS     | Rec       | Yds       | Avg       | Lng       | TD        | Att     | Yds     | Avg     | Lng     | TD      | Fum     | Lost    |
| ---------------------------------- | ------ | ------ | ------ | --------- | --------- | --------- | --------- | --------- | ------- | ------- | ------- | ------- | ------- | ------- | ------- |
| 2015                               | HOU    | 1      | 1      | 6         | 69        | 11,5      | 17        | 0         | 0       | 0       | 0       | 0       | 0       | 0       | 0       |
| 2016                               | HOU    | 2      | 2      | 11        | 132       | 12,0      | 38        | 1         | 0       | 0       | 0       | 0       | 0       | 0       | 0       |
| 2018                               | HOU    | 1      | 1      | 5         | 37        | 7,4       | 13        | 0         | 0       | 0       | 0       | 0       | 0       | 0       | 0       |
| 2019                               | HOU    | 2      | 2      | 15        | 208       | 13,9      | 41        | 0         | 0       | 0       | 0       | 0       | 0       | 2       | 1       |
| 2024                               | KAN    | 3      | 2      | 3         | 29        | 9,7       | 11        | 1         | 0       | 0       | 0       | 0       | 0       | 0       | 0       |
| Career                             | Career | 9      | 8      | 40        | 475       | 11,9      | 41        | 2         | 0       | 0       | 0       | 0       | 0       | 2       | 1       |
| Quelle: pro-football-reference.com |        |        |        |           |           |           |           |           |         |         |         |         |         |         |         |

## Privates
DeAndre Hopkins Vater, dem wegen zahlreicher schwerwiegender Drogendelikte eine langjährige Haftstrafe drohte, kam bei einem Autounfall ums Leben, als Hopkins gerade fünf Monate alt war. Seine alleinerziehende Mutter musste ihn und seine drei Geschwister mit zwei Jobs durchbringen; als DeAndre 10 Jahre alt war, verlor sie zudem bei einem Säureanschlag ihr rechtes Augenlicht und einen großen Teil der Sehkraft auf dem linken Auge. Sein Onkel Terry Smith, der in den 90er-Jahren zwischenzeitlich All-Time-Receiving-Leader der Clemson Tigers war und es als Wide Receiver bis in das Practice Squad der Indianapolis Colts geschafft hatte, wurde nach seinem verletzungsbedingten Karriereende von der Polizei erschossen, als er seine Frau mit ihrer zweijährigen Tochter mit einem Messer bedrohte.
Hopkins’ Cousin Javis Austin, ebenfalls erfolgreicher Spieler bei den Clemson Tigers und DeAndres Vorbild, schoss sich bei einem Selbstmordversuch, den er wie durch ein Wunder überlebte, nach Misserfolgen im Footballteam eine Kugel in den Kopf. Hopkins kommentierte diese Schicksalsschläge später so: „Das alles hat mich nur noch stärker gemacht. Kleine Hindernisse können mich nicht unterkriegen. Denn ich habe bereits so viel durchgemacht.“